# Unione montana Prealpi Trevigiane
L'unione montana Prealpi Trevigiane è un'unione montana del Veneto.
Comprende dodici comuni della provincia di Treviso distribuiti lungo il versante meridionale delle Prealpi Bellunesi: Cappella Maggiore, Cison di Valmarino, Cordignano, Follina, Fregona, Miane, Revine Lago, Sarmede, Tarzo, Valdobbiadene, Vidor e il capoluogo Vittorio Veneto.
Deriva dalla riforma della comunità montana delle Prealpi Trevigiane, in cui ricadevano anche i comuni di Segusino (oggi nell'unione montana Feltrina), Farra di Soligo, Pieve di Soligo,  Refrontolo (non più aderenti ad alcuna unione montana) e Valdobbiadene (che, come il comune di Vidor, fino al 2020 apparteneva alla soppressa unione montana Monfenera Piave Cesen).